# Balcombe Street Gang
Die Balcombe Street Gang war eine vierköpfige, im Großraum London aktive Einsatzgruppe der IRA, die für mehrere Bombenanschläge in den Jahren 1974 und 1975 in England verantwortlich ist.

## Terroranschläge in Großbritannien
Von 5. Oktober 1974 bis 27. Januar 1975 kam es im Rahmen der Éire-Nua-Strategie der IRA zu zahlreichen Bombenanschlägen in England. Die verheerendsten dieser Anschläge waren die von Guildford am 5. Oktober 1974, von Woolwich am 7. November 1974 und von Birmingham am 21. November 1974, bei denen fast 30 Menschen ums Leben kamen und mehrere hundert verletzt wurden. Ziel dieser Bombenkampagne der IRA war es, den ins Stocken geratenen Kampf um ein geeintes Irland durch eine Verlagerung nach England wieder neuen Auftrieb zu geben.

## Anschläge der Balcombe Street Gang
Die Londoner IRA-Einsatzgruppe, die später als Balcombe Street Gang bekannt wurde, zeichnete unter anderem für die Bombenanschläge von Guildford und von Woolwich verantwortlich. Darüber hinaus legten sie Bomben an verschiedenen Pubs, der Harrow School und drei Londoner Postkästen. Die von der IRA als Phase 1 bezeichnete Bombenkampagne endete schließlich am 27. Januar 1975, als die Balcombe Street Gang sieben Zeitbomben in London legte.

## Geiselnahme
Am 6. Dezember 1975 verübte die IRA-Einsatzgruppe einen Anschlag auf ein Londoner Restaurant. Dabei wollten die in einem kurz zuvor gestohlenen Ford Cortina sitzenden Täter mit einer auf Dauerfeuer gestellten  Maschinenpistole durch das Fenster in das Restaurant hinein schießen. Aufgrund einer Ladehemmung löste sich jedoch nur ein einzelner Schuss. Da dieses Restaurant bereits einmal Ziel eines Anschlages gewesen war, hatte die Polizei Zivilstreifen in der Gegend postiert, und es kam zu einer innerstädtischen Verfolgungsjagd, die in der Balcombe Street endete. Hier nahm die Gruppe in einem Mehrfamilienhaus zwei Geiseln in deren Wohnung und lieferte sich mehrere Schusswechsel mit der Polizei. Die Geiselnahme endete erst nach sechs Tagen am 12. Dezember 1975 mit der Aufgabe der vier IRA-Mitglieder.

## Verhaftung und Verurteilung
Unmittelbar nach ihrer Festnahme gestanden alle Mitglieder der Balcombe Street Gang ihre Mitgliedschaft in der IRA und übernahmen auch die alleinige Verantwortung für die Bombenanschläge von Guildford und Woolwich. Sie stellten auch dar, dass die bereits wegen dieser Taten verhafteten und verurteilten Menschen, die als Guildford Four und Maguire Seven bekannt wurden, nicht an den Taten beteiligt und keine Mitglieder der IRA waren.
Am 24. Januar 1977 wurde der Prozess gegen die Balcombe Street Gang in London im Old Bailey eröffnet. Wie in ähnlichen Fällen, betrachteten sich die IRA-Mitglieder als Kriegsgefangene und akzeptierten das Gericht nicht. Am 7. Februar 1977 wurden sie zu lebenslangen Freiheitsstrafen verurteilt, kamen aber aufgrund einer Amnestie in Verbindung mit dem Good Friday Agreement vom 10. April 1998 wieder frei.
Obwohl die Balcombe Street Gang die alleinige Verantwortung für die Bombenanschläge von Woolwich und Guildford übernommen hatte, wurden die Prozesse der Guildford Four und der Maguire Seven nicht neu verhandelt. In einer Berufungsverhandlung wurden die neuen Beweise als nicht ausreichend für eine Revision angesehen. Vielmehr versuchte die Anklagebehörde, eine gemeinsame Tatausführung von Balcombe Street Gang und Guildford Four darzustellen. Der zuständige Richter folgte dieser Argumentation.